# Volevamo andare lontano - Bella Germania
Volevamo andare lontano - Bella Germania (Bella Germania) è una miniserie televisiva tedesca del 2019.
La mini serie è stata prodotta dall'emittente tedesca ZDF ed è tratta da un romanzo di Daniel Speck, che ha collaborato alla sceneggiatura. In Germania la serie è uscita con lo stesso nome della versione tedesca del libro, Bella Germania (in riferimento al comune abbinamento Bella Italia), composta da tre episodi. In Italia ha invece preso il nome del libro in italiano, Volevamo andare lontano, ed è stata montata in due soli episodi, chiamati L'amore e Il segreto.

## Trama
La mini serie racconta tre generazioni di componenti di una famiglia italo-tedesca. La narrazione va dal 1954 al 2019.
A Monaco di Baviera, nel 2018, Julia incontra Alexander, un anziano che le rivela essere suo nonno. Oltre a questo Julia viene a sapere che la persona che sostiene essere suo nonno sta cercando suo figlio Vincenzo, cioè il padre di Julia, che la ragazza crede morto da anni.
Vincenzo era nato negli anni ’50, frutto di un incontro a Torino con Giulietta Marconi, bellissima e affascinante ragazza italiana. La rivelazione sconvolge Julia, che inizia ad indagare sul passato della sua famiglia, decisa a trovare risposte ben più solide di ciò che lo è stato detto fino a quel momento.
A conferma della storia raccontatale dall’anziano, Julia scopre Giulietta, all’epoca costretta a lasciare il giovane col quale aveva avuto una fugace relazione per sposare un altro uomo. Giulietta, fidanzata con Enzo, aveva avuto una relazione con Alexander e dopo poco lei scopre di essere incinta. Lo scandalo che potrebbe scaturire dalla gravidanza, considerata illegittima e scandalosa nell’Italia degli anni ’50, porta la madre di Giulietta a imporle di sposare immediatamente il fidanzato Enzo, uomo dalla mentalità meridionale, che considera la moglie come una sua proprietà. Giulietta chiamerà il figlio Vincenzo.
La narrazione, sotto forma di flashback arriva fino al 2013, per poi continuare fino al 2019.